# وسام الاستحقاق (أوكرانيا)
وسام الاستحقاق والذي يعرف بالأوكرانية ب Орден" За заслуги" (الخدمة المميزة) للمستوى الأول أو الثاني أو الثالث، وهو عبارة عن ترتيب حسب الجدارة وهو ترتيب أوكراني يُعطى للأفراد وذلك لإنجازاتهم المميزة والبارزة في عدة مجالات منها الاقتصاد والعلوم والثقافة والجيش والنشاط السياسي. تم تأسيس هذا الوسام لأول مرة من قبل الرئيس الأوكراني «ليونيد كوتشما» في تاريخ 22 ديسمبر عام 1996.
هناك ثلاثة درجات، الأعلى تكون درجة الشرف الأولى.
إن الذين يحصلون على وسام الاستحقاق هذا يحصلوا على اللقب الرسمي لوسام الاستحقاق والذي يعرف ب شوفالييه كما أن هذا الوسام قد يُمنح أيضًا بعد وفاة مستلمه.

## الجائزة الفخرية لرئيس أوكرانيا
نشأ وسام الاستحقاق من الجائزة الفخرية لرئيس أوكرانيا، وهي أول وسام لأوكرانيا المستقلة، تم إنشاء الجائزة الفخرية من قبل الرئيس الأوكراني «ليونيد كرافتشوك» في تاريخ 18 أغسطس 1992. وفي 22 سبتمبر 1996، تم تحويلها إلى ثلاث مستويات من وسام الاستحقاق. وكما أن المستفيدون من الجائزة الفخرية لرئيس أوكرانيا يعتبروا متساوون مع متلقي وسام الاستحقاق، ويُعترف بهم كحائزين على وسام الاستحقاق من الدرجة الثالثة، والذين يحتفظون بالحق في ارتداء الأوسمة التي مُنحت.تم إيقاف منح الجائزة الفخرية لرئيس أوكرانيا عقب مؤسسة وسام الاستحقاق.

## الميداليـات والنجوم والأوشحة لوســـام الاستحقاق
جوائز تقدم لأعضاء القوات المسلحة التي تتجاوزت السيوف.